# الحلم القاتل (فلم 1991)
الحلم القاتل هو فيلمٌ مصريٌ أُنتج عام 1991.

## قصة الفيلم
تلجأ سيدة (إيمان) إلى استشارة طبيبٍ نفسيٍ (سمير صبري)، بعد تكرار رؤيتها للكوابيس في نومها عن شخص يطاردها. يكتشف الطبيب أنها مصابة بانفصام في الشخصية.

## وصلات خارجية
- الحلم القاتل على موقع قاعدة بيانات الأفلام العربية

## مصدر
1. ↑  "الفتوة والإرهابي".. ضياء عبدالخالق يحصد ثمار السنين في موسم استثنائي نسخة محفوظة 2023-11-04 على موقع واي باك مشين.
2. ↑  متعدد المواهب سمير صبري نسخة محفوظة 2023-05-31 على موقع واي باك مشين.
3. ↑  ضياء عبد الخالق يُفجع بوفاة والدته نسخة محفوظة 2021-08-19 على موقع واي باك مشين.